# Włókiennictwo
Włókiennictwo – dziedzina nauki i przemysłu zajmująca się produkcją półwyrobów i wyrobów włókienniczych (tekstyliów) z różnorodnych surowców włókienniczych.

## Włókiennictwo jako dziedzina nauki
Obecnie, zgodnie z obowiązującą klasyfikacją wprowadzoną przez Rozporządzenie Ministra Edukacji i Nauki z dnia 11 października 2022 roku, włókiennictwo jest częścią inżynierii materiałowej i inżynierii produkcji, które znajdują się w dziedzinie nauk inżynieryjno-technicznych. Włókiennictwo, ze względu na swój charakter, obejmuje nie tylko badania nad technologiami wytwarzania tekstyliów, ale również nowoczesne rozwiązania w zakresie nanotechnologii, biomateriałów i inżynierii środowiska.
Współczesne włókiennictwo to także tekstronika. Obejmuje techniki informatyczne, elektroniczne oraz włókiennicze, które są stosowane do tworzenia inteligentnych systemów automatyki sterującej, a także systemów służących do detekcji środowiskowej. Dzięki elektrodom umieszczonym np. w skarpetkach, rękawiczkach czy specjalnych opaskach można stworzyć system pobudzania czujności kierowcy, inteligentną tapicerkę samochodową, buty dla osób niewidomych, czy rękawicę pozwalającą na konwersję języka migowego w język mówiony.

## Włókiennictwo jako dział przemysłu
Włókiennictwo jako dział przemysłu (przemysł włókienniczy) to szeroka gałąź, która obejmuje między innymi:
- roszarnictwo,
- przędzalnictwo,
- tkactwo,
- dziewiarstwo,
- technologie związane z włókninami, przędzinami, wyrobami pasmanteryjnymi (pasamonictwo, pasmanteria), produkcją lin i powrozów, odzieżownictwem oraz chemiczną obróbką surowców, półwyrobów i gotowych produktów,
- wykończalnictwo,
- konserwacja odzieży[1][2][7].

## Zastosowanie
Włókiennictwo, oprócz takich tradycyjnych wyrobów, jak: odzież, bielizna, materiały dekoracyjne, wytwarza coraz więcej wyrobów specjalnych; są nimi:
- wyroby techniczne – budowle pneumatyczne, transportery, poszycia balonów, spadochrony, pneumatyczny sprzęt pływający, namioty, wyposażenie turystów, filtry, ochrony balistyczne, zbrojenia w kompozycjach, materiały elektroizolacyjne, wyroby o własnościach elektroprzewodzących, ferromagnetyczne, skafandry do użytku w trudnych warunkach – dla jednostek specjalnych, policjantów, strażaków, lotników, kosmonautów, nurków;
- geotekstylia – wspomagające budowę dróg, autostrad, nasypów, zbiorników wodnych;
- agrotekstylia – maty izolacyjne, podkłady do wegetacji roślin;
- medtekstylia[2].